# Elecciones a la Asamblea de Madrid de 1999
Las elecciones a la Asamblea de Madrid de 1999 se celebraron el domingo 13 de junio, convocadas por decreto dispuesto el 19 de abril de 1999 y publicado en el Boletín Oficial de la Comunidad de Madrid el 20 de abril. Se eligieron los 102 diputados de la v legislatura de la Asamblea de Madrid, mediante un sistema proporcional (método d'Hondt), con listas cerradas y un umbral electoral del 5 %.
El PP repitió la mayoría absoluta de la legislatura anterior y su candidato, Alberto Ruiz-Gallardón, fue ratificado como presidente de Madrid.

## Resultados
Los resultados completos se detallan a continuación:
| Candidatura                                              | Candidatura                                              | Votos     | %                               | Escaños                         |
| -------------------------------------------------------- | -------------------------------------------------------- | --------- | ------------------------------- | ------------------------------- |
|                                                          | Partido Popular (PP)                                     | 1 324 596 | 51,07                           | 55                              |
|                                                          | Coalición PSOE-Progresistas (PSOE-p)                     | 944 819   | 36,43                           | 39                              |
|                                                          | Izquierda Unida Comunidad de Madrid (IU-CM)              | 199 488   | 7,69                            | 8                               |
| Los Verdes (LV)                                          | Los Verdes (LV)                                          | 17 793    | 0,69                            | 0                               |
| Los Verdes-Grupo Verde (LV-GV)                           | Los Verdes-Grupo Verde (LV-GV)                           | 15 597    | 0,60                            | 0                               |
| Unión Centrista-Centro Democrático y Social (UC-CDS)     | Unión Centrista-Centro Democrático y Social (UC-CDS)     | 8379      | 0,32                            | 0                               |
| La Falange (FE)                                          | La Falange (FE)                                          | 3810      | 0,15                            | 0                               |
| Partido Comunista de los Pueblos de España (PCPE)        | Partido Comunista de los Pueblos de España (PCPE)        | 3109      | 0,12                            | 0                               |
| Partido Demócrata Español (PADE)                         | Partido Demócrata Español (PADE)                         | 2686      | 0,10                            | 0                               |
| Unión Comunidad de Madrid (UCMA)                         | Unión Comunidad de Madrid (UCMA)                         | 2532      | 0,10                            | 0                               |
| Partido Humanista (PH)                                   | Partido Humanista (PH)                                   | 2492      | 0,10                            | 0                               |
| Falange Española Independiente (FEI)                     | Falange Española Independiente (FEI)                     | 2349      | 0,09                            | 0                               |
| Partido Regional Independiente Madrileño (PRIM)          | Partido Regional Independiente Madrileño (PRIM)          | 2042      | 0,08                            | 0                               |
| Partido Unidad Ciudadana (PUC)                           | Partido Unidad Ciudadana (PUC)                           | 1778      | 0,07                            | 0                               |
| Tierra Comunera-Partido Nacionalista Castellano (TC-PNC) | Tierra Comunera-Partido Nacionalista Castellano (TC-PNC) | 1553      | 0,06                            | 0                               |
| Partido Roji-Verde (PRV)                                 | Partido Roji-Verde (PRV)                                 | 1432      | 0,06                            | 0                               |
| Partido de El Bierzo (PB)                                | Partido de El Bierzo (PB)                                | 1415      | 0,06                            | 0                               |
| Partido de la Ley Natural (PLN)                          | Partido de la Ley Natural (PLN)                          | 1393      | 0,05                            | 0                               |
| Progresistas Federales (PF)                              | Progresistas Federales (PF)                              | 988       | 0,04                            | 0                               |
| Unidad Regional Independiente (URI)                      | Unidad Regional Independiente (URI)                      | 903       | 0,04                            | 0                               |
| Votos en blanco                                          | Votos en blanco                                          | 54 341    | 2,10                            | n/a                             |
| Votos válidos                                            | Votos válidos                                            | 2 593 495 | 100,00                          | 102                             |
| Votos nulos                                              | Votos nulos                                              | 12 830    | Participación: \| \| 60,88 % \| | Participación: \| \| 60,88 % \| |
| Votantes                                                 | Votantes                                                 | 2 606 325 | Participación: \| \| 60,88 % \| | Participación: \| \| 60,88 % \| |
| Electores                                                | Electores                                                | 4 281 075 | Participación: \| \| 60,88 % \| | Participación: \| \| 60,88 % \| |
|                                                          | 60,88 %                                                  |           |                                 |                                 |

## Diputados electos
Relación de diputados electos:
| N.º | Nombre                                      | Lista | Lista  |
| --- | ------------------------------------------- | ----- | ------ |
| 1   | Alberto Ruiz-Gallardón Jiménez              |       | PP     |
| 2   | María Cristina Almeida Castro               |       | PSOE-p |
| 3   | Pío García-Escudero Márquez                 |       | PP     |
| 4   | Jaime Lissavetzky Díez                      |       | PSOE-p |
| 5   | Rosa María Posada Chapado                   |       | PP     |
| 6   | Antonio Germán Beteta Barreda               |       | PP     |
| 7   | Francisco Cabaco López                      |       | PSOE-p |
| 8   | Luis Eduardo Cortés Muñoz                   |       | PP     |
| 9   | Helena Almazán Vicario                      |       | PSOE-p |
| 10  | Carlos María Mayor Oreja                    |       | PP     |
| 11  | Ángel Pérez Martínez                        |       | IU-CM  |
| 12  | Jesús Pedroche Nieto                        |       | PP     |
| 13  | Pedro Feliciano Sabando Suárez              |       | PSOE-p |
| 14  | María del Pilar Martínez López              |       | PP     |
| 15  | Carmen Martínez Ten                         |       | PSOE-p |
| 16  | Silvia Enseñat de Carlos                    |       | PP     |
| 17  | Pedro Díez Olazábal                         |       | PSOE-p |
| 18  | Manuel Cobo Vega                            |       | PP     |
| 19  | Juan Van-Halen Acedo                        |       | PP     |
| 20  | Jorge Gómez Moreno                          |       | PSOE-p |
| 21  | Julio César Sánchez Fierro                  |       | PP     |
| 22  | Pilar García Peña                           |       | PSOE-p |
| 23  | María del Carmen Álvarez Arenas Cisneros    |       | PP     |
| 24  | José Guillermo Marín Calvo (Fernando Marín) |       | IU-CM  |
| 25  | Paloma García Romero                        |       | PP     |
| 26  | Enrique Echegoyen Vera                      |       | PSOE-p |
| 27  | Luis Manuel Partida Brunete                 |       | PP     |
| 28  | Marcos Sanz Agüero                          |       | PSOE-p |
| 29  | Pedro Luis Calvo Poch                       |       | PP     |
| 30  | Eduardo Tamayo Barrena                      |       | PSOE-p |
| 31  | María Cristina Cifuentes Cuencas            |       | PP     |
| 32  | José Ignacio Echevarría Echániz             |       | PP     |
| 33  | Ana Arroyo Veneroso                         |       | PSOE-p |
| 34  | José López López                            |       | PP     |
| 35  | Francisca Oller Sánchez                     |       | PSOE-p |
| 36  | Julio Setién Martínez                       |       | IU-CM  |
| 37  | José Martín Crespo Díaz                     |       | PP     |
| 38  | Francisco Javier Rodríguez Rodríguez        |       | PP     |
| 39  | Julián Revenga Sánchez                      |       | PSOE-p |
| 40  | Luis Peral Guerra                           |       | PP     |
| 41  | Adolfo Piñedo Simal                         |       | PSOE-p |
| 42  | Jesús Fermosel Díaz                         |       | PP     |
| 43  | Elena Vázquez Menéndez                      |       | PSOE-p |
| 44  | María Paloma Adrados Gautier                |       | PP     |
| 45  | Carlos López Collado                        |       | PP     |
| 46  | Alicia Acebes Carabaño                      |       | PSOE-p |
| 47  | José María Federico Corral                  |       | PP     |
| 48  | María Luisa Sánchez Peral                   |       | IU-CM  |
| 49  | Antonio Chazarra Montiel                    |       | PSOE-p |
| 50  | Manuel Troitiño Pelaz                       |       | PP     |
| 51  | Miguel Ángel Villanueva González            |       | PP     |
| 52  | Francisco Garrido Hernández                 |       | PSOE-p |
| 53  | Miguel Ángel Pérez Huysmans                 |       | PP     |
| 54  | Sagrario González Aceituno                  |       | PSOE-p |
| 55  | Colomán Trabado Pérez                       |       | PP     |
| 56  | Modesto Nolla Estrada                       |       | PSOE-p |
| 57  | Emilio Eusebio Sainz de Murieta Rodeyro     |       | PP     |
| 58  | Roberto Sanz Pinacho                        |       | PP     |
| 59  | José Manuel Franco Pardo                    |       | PSOE-p |
| 60  | Luis María Huete Morillo                    |       | PP     |
| 61  | Caridad García Álvarez                      |       | IU-CM  |
| 62  | Alejandro Lucas Fernández-Martín            |       | PSOE-p |
| 63  | María Gádor Ongil Cores                     |       | PP     |
| 64  | Pedro Muñoz Abrines                         |       | PP     |
| 65  | María Luz Martín Barrios                    |       | PSOE-p |
| 66  | Mario Utrilla Palombi                       |       | PP     |
| 67  | Óscar Iglesias Fernández                    |       | PSOE-p |
| 68  | Álvaro Moraga Valiente                      |       | PP     |
| 69  | Carmen García Rojas                         |       | PSOE-p |
| 70  | Benjamín Martín Vasco                       |       | PP     |
| 71  | María de la Paz González García             |       | PP     |
| 72  | María Luisa Álvarez Durante                 |       | PSOE-p |
| 73  | María Dolores Ruano Sánchez                 |       | IU-CM  |
| 74  | Antonio Hernández Guardia                   |       | PP     |
| 75  | Dolores Rodríguez Gabucio                   |       | PSOE-p |
| 76  | Elena González Moñux                        |       | PP     |
| 77  | Luis del Olmo Flórez                        |       | PP     |
| 78  | Encarnación Moya Nieto                      |       | PSOE-p |
| 79  | Pilar Busó Borús                            |       | PP     |
| 80  | Antonio Fernández Gordillo                  |       | PSOE-p |
| 81  | José Manuel Berzal Andrade                  |       | PP     |
| 82  | Antonio Carmona Sancipriano                 |       | PSOE-p |
| 83  | Esteban Parro del Prado                     |       | PP     |
| 84  | Victorino José Iriberri Haro                |       | PP     |
| 85  | Adolfo Navarro Muñoz                        |       | PSOE-p |
| 86  | Juan Ramón Sanz Arranz                      |       | IU-CM  |
| 87  | Francisco Vindel Lacalle                    |       | PP     |
| 88  | Óscar Monterrubio Rodríguez                 |       | PSOE-p |
| 89  | José Cabrera Orellana                       |       | PP     |
| 90  | Fernando Utande Martínez                    |       | PP     |
| 91  | Eduardo Sánchez Gatell                      |       | PSOE-p |
| 92  | Blanca Nieves de la Cierva de Hoces         |       | PP     |
| 93  | Francisco Contreras Lorenzo                 |       | PSOE-p |
| 94  | Pablo Morillo Casals                        |       | PP     |
| 95  | Álvaro Plaza Carpio                         |       | PSOE-p |
| 96  | María del Carmen Martín Irañeta             |       | PP     |
| 97  | José Luis Narros Manzanero                  |       | PP     |
| 98  | Franco González Blázquez                    |       | IU-CM  |
| 99  | Miguel Buenestado Expósito                  |       | PSOE-p |
| 100 | María del Pilar Liébana Montijano           |       | PP     |
| 101 | María Teresa Nevado Bueno                   |       | PSOE-p |
| 102 | Sonsoles Trinidad Aboín Aboín               |       | PP     |

## Investidura del presidente de la Comunidad de Madrid
| Candidato                                     | Fecha                                                   | Voto       |    |    |   | Total  |
| --------------------------------------------- | ------------------------------------------------------- | ---------- | -- | -- | - | ------ |
| Alberto Ruiz-Gallardón (PP)                   | 7 de julio de 1999 Mayoría requerida: Absoluta (52/102) | Sí         | 55 |    |   | 55/102 |
| Alberto Ruiz-Gallardón (PP)                   | 7 de julio de 1999 Mayoría requerida: Absoluta (52/102) | No         |    | 38 | 8 | 46/102 |
| Alberto Ruiz-Gallardón (PP)                   | 7 de julio de 1999 Mayoría requerida: Absoluta (52/102) | Abstención |    |    |   | 0/102  |
| Faltó a la votación un diputado del PSM-PSOE. |                                                         |            |    |    |   |        |